# Oum El Bouaghi
 (décembre 2010).
Si vous disposez d'ouvrages ou d'articles de référence ou si vous connaissez des sites web de qualité traitant du thème abordé ici, merci de compléter l'article en donnant les références utiles à sa vérifiabilité et en les liant à la section « Notes et références ».
Oum El Bouaghi (en arabe : أم الـبـواقي, tamazight : ⵓⵎ ⴻⵍ ⴱⵡⴰⵇⵉ) anciennement Macomades à l'époque numide,  aussi nommé Canrobert à l’époque française ;  est une ville d'Algérie situé dans la région des Aurès et chef-lieu de la wilaya portant le même nom.

## Toponymie
Le mot Macomades et ses variantes orthographiques : Macodama (Ptolémée[Qui ?]), Makomades, Macomadia, sont connus chez les historiens de l'Afrique du Nord : Macomades Maiores en Tripolitaine (Libye), Macomades Minores dans la Byzacène (actuelle Tunisie), et enfin Macomades dans la Numidie,  l'actuelle Oum El Bouaghi.
D'après Konrad Mannert, Macomades  est un mot berbère qui signifierait "saline" .

## Géographie
|             | Aïn Babouche, Aïn Diss |                   |
| Aïn Fakroun | Oum El Bouaghi         | Berriche, Fkirina |
|             | Aïn Zitoun             |                   |

### Climat
Faisant partie du grand Aurès, Le climat est de type semi-aride continental syrien ; les hivers sont froids avec des épisodes neigeux parfois importants, les étés sont très chauds et secs du fait de l'éloignement de la mer avec une particularité, des orages peuvent se former grâce à des gouttes froides en altitude ou des débordements orageux en provenance des Aurès par marais barométrique

### Localités de la commune
La commune d'Oum El Bouaghi est composée de vingt-cinq localités
- Oum El Bouaghi-ville
- Bir Kechba
- Mekhalfa
- Sedjra
- F'Kirina
- Ras F'Kirina
- Laïoun
- Merigueb
- Ras Medfoun
- Tagouft Kébira
- Tagouft Seghira
- Fid Meslou
- Village Sidi Ghriss
- Ali Ouidir
- Bir Terch
- Draa Laghbar
- Fid Souar
- Lahteb
- Laskria
- Aïn Seïd
- Bir Sahli
- Dahnoune
- El Hamra
- Lemoujah
- Stoh

## Histoire
Le passé de la région d’Oum el Bouaghi plonge jusque dans la période préhistorique : à environ 8 000 ans av. J.-C., des vestiges attestent de la présence de troglodytes vivant de chasse et de cueillette.
Partie intégrante du royaume de Numidie, jusqu’à la période punique, l’évolution de l’économie de la région met en évidence un système agraire dominé par la culture de l’olivier, notamment à Guediovala (Ksar Sbahi) et Makomades (Oum El Bouaghi).

## Culture et patrimoine
L'évènement culturel phare de la ville de Oum el Bouaghi, est le Festival Aïssa Djermouni, manifestation culturelle et artistique importante, qui comporte des expositions, des galas, des conférences, des manifestations folkloriques, des pièces théâtrales pour enfants et adultes ainsi que bien évidemment le concours relatif à la poésie et aux contes.,.

## Personnalités liées à la commune
- Djamel Sabri : né le 7 juillet 1958, à Oum El Bouaghi en Algérie, est un interprète de chants berbères.
- Farid Dms Debah, né en 1976 à Paris en France, a vécu ses jeunes années à Oum el Bouaghi. Il est réalisateur, scénariste, photographe et producteur de films
- Aziz Makhlouf (1979-), footballeur algérien, y est né.

## Sport
La wilaya d'Oum El Bouaghi possède plusieurs clubs de Football amateurs mais les deux clubs phares de la ville restent sans doute l'US Chaouia, fondé en 1936 et l'USM Aïn Beïda fondé en 1943. Pendant la réforme sportive de 1976, l'US Chaouia a changé son nom vers Ittihad Riadhi Baladiat Oum El Bouaghi en portant le nom de la ville avant de le retirer en 1992. 
L'USC' évolue au Stade Zerdani-Hassouna (8 000 places) alors que son voisin l'USMAB évolue au Stade du 24 avril (25 000 places).
Palmarès de l'US Chaouia :
- Championnat d'Algérie
  - Champion : 1994.

- Supercoupe d'Algérie
  - Vainqueur : 1995.

Palmarès de l'USM Aïn Beïda :
- Coupe de la Ligue d'Algérie
  - Finaliste : 1996.

- Coupe de la CAF
  - 1/4 de finaliste : 1997.